# Sarajevo (tổng)
Tổng Sarajevo là một tổng của Liên bang ở Bosna và Hercegovina. Thủ phủ là Sarajevo.
Tổng này cơ bản là khu vực đô thị và thành phố thủ phủ. Thành phố này chiếm 98% dân số tổng nhưng lại chiếm một tỷ lệ diện tích nhỏ hơn.
Đây là một trong những tổng có dân số đông nhất Bosna và Hercegovina. Theo số liệu thống kê năm 2007, dân số tổng Sarajevo ước khoảng 419.030 người.

## Các đô thị
Tổng Sarajevo có 9 đô thị:
1. Centar *
2. Hadžići
3. Ilidža
4. Ilijaš
5. Novi Grad *
6. Novo Sarajevo *
7. Stari Grad *
8. Trnovo
9. Vogošća

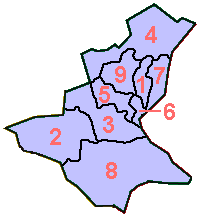
Bản đồ các đô thị tổng Sarajevo

* Các đô thị 1, 5, 6, và 7 được xem là thuộc thành phố Sarajevo.